# 藤田あずさ
藤田 あずさ （ふじた あずさ）は、日本のグラビアアイドル。女性アイドルグループ「オープニング・シスターズ」、「sherbetNEO」の元メンバー。愛称はあずあず。東京都出身。ミスFLASH2018 ファイナリスト。キャッチコピーは「みーんなの元カノ」「永遠の二十歳」。

## 経歴
- 2015年5月、山田なつみ、長月翠、神崎えみり、星野音羽と共に女性アイドルグループ「オープニング・シスターズ」を結成。2017年9月のグループ解散と共に卒業した[1]。
- ミスFLASH2018ファイナリスト[2]。
- DMM動画『2020年年間アイドルDVDランキング ベスト60』の年間24位に『グラビアアイドルの家、おじゃましてイイですか？』がランクインした[4]。
- 2021年6月19日、女性アイドルグループ「sherbet」の妹分として結成された「sherbetNEO」の候補生として活動開始（sherbet・青山ひかる生誕祭／新宿アルタKeyStudioにてお披露目）[5]。候補生は2チーム制で、A-teamに所属[6]。2021年8月2日に正式メンバーに昇格する。担当カラーは赤[7]。
- 2023年1月9日に所属グループの活動終了を受けて、sherbetNEOを卒業した[8]。
- DMM動画『2022年年間アイドルDVDランキング ベスト60』の年間11位に『真面目な大家さんが実はとってもエッチだった件！』が、17位に『5年ぶりに帰省ってきた元カノが誘惑してきて僕はもうダメかもしれない』がランクインした[9]。

## 人物
- へそピアスをあけている。
- 「永遠の二十歳」をセールスポイントとしており、出生年（年齢）を非公開としている[3]。

## 出演

### 映画
- サンタクロースをいつまで信じていた？（2021年、映画「サンタクロースをいつまで信じていた？」製作委員会） - 看護師 役[10]。
- 物霊（2022年、第二回YouTubeホラー映画祭 一次審査通過作品 監督：KURINO） - 主人公 役[11]
- 港区女子（2022年、映画「港区女子」製作委員会） - 同僚役[12]
- TURNING POINT2（2022年 エンタメイティブ株式会社） - 悩殺タイガース 井川慶子役[13]
- 龍帝外伝《最終章》（2023年4月劇場公開、市原剛監督） - 中国系黒社会「ネオ九頭龍」女暗殺部隊・呂梓貂 役[14]
- 密殺! II THE MISSATSU 激闘篇（2023年4月劇場公開、坂東聖監督） - あずさ 役[15]

### ラジオ
- 「GIRLS♥GIRLS♥GIRLS =RED ZONE= sherbetNEOの＃ねおらじ」FM FUJI（2021年7月7日 - 12月29日 全26回）

## 作品

### DVD
- ピュア・スマイル（2017年6月23日、竹書房）
- みーんなの元カノ（2018年2月28日、ファインクリエイ）
- みーんなの元カノ〜一人旅編〜（2018年5月31日、ファインクリエイ）
- あずさ先生のヒミツ 藤田あずさ（2018年8月20日、ラインコミュニケーションズ）
- MOTO KANO（2018年12月25日、エアーコントロール）
- グラビアアイドルの家、おじゃましてイイですか？（2020年11月20日、竹書房）[4]
- 真面目な大家さんが実はとってもエッチだった件！（2022年7月22日、イーネットフロンティア）[9]
- ５年ぶりに帰省ってきた元カノが誘惑してきて僕はもうダメかもしれない（2022年11月24日、イーネットフロンティア）[9]

### Webコンテンツ
- 週刊GIRLS-PEDIA デジタル写真集（2022年12月28日 週刊GIRLS-PEDIA）※有料[16]